# Emmanuel Kipchirchir Mutai
Emmanuel Kipchirchir Mutai (Kenia, 12 de octubre de 1984) es un atleta keniano, especialista en la prueba de maratón, con la que llegó a ser subcampeón mundial en 2009.

## Carrera deportiva
En el Mundial de Berlín 2009 gana la medalla de plata en la maratón, con un tiempo de 2:07:48, tras su compatriota el también keniano Abel Kirui y por delante del etíope Tsegay Kebede.